# Malo Orašje
Malo Orašje (cyr. Мало Орашје) – wieś w Serbii, w okręgu podunajskim, w mieście Smederevo. W 2011 roku liczyła 994 mieszkańców.